# 谭乔
谭乔（1972年12月—），中国四川成都人，前成都市公安局交通管理局宣传处民警、《谭谈交通》节目主持人，因主持《谭谈交通》节目而走红。获得“群众喜爱的十佳交警”称号，立个人三等功一次。
2018年5月，《谭谈交通》停止更新。谭乔于2021年辞去了公职，并开始接触自媒体。2022年，谭乔与合作过的几位摄影师合作成立了MCN机构。

## 个人经历
1972年，谭乔出生于四川省成都市。在成为一名交警前，他尝试过很多职业，开过出租车，当过建筑工人，也在部队里也干过农活、喂过猪。谭乔在十多岁时目睹了一场惨烈的交通事故，压路机将小女孩碾压致死，所以他下定决心要当交警。1995年，恰逢成都招考交警的时候，谭乔抓住了机遇，成为了一名交警，正式参加公安工作。2005年，成都电视台为打造一档交警上路执法的节目而在交管局海选，谭乔顺利通过考核，成为《谭谈交通》的主持人。
谭乔自小喜欢表演节目，2004年《中华人民共和国道路交通安全法》实施之际其所在的交管局要排练节目宣传交通知识，他主动为自己争取了一个角色，这个节目演出很成功，谭乔也引起了领导的注意。次年，成都电视台想打造一档交警上路执法的节目，成都市公安局交通管理局指派当时三十岁出头的交警谭乔进行现场主持，谭乔成为成都电视台《谭谈交通》主持人。该节目起初定位是普法电视节目，后因喜剧效果太强走红，从而也带火了他本人。《谭谈交通》通过新颖幽默的方式传播交通安全知识，收获了一批粉丝，曾是成都电视媒体中影响力最高的栏目之一，节目粉丝自称为“荞面”。2007年谭乔获得成都市“群众喜爱的十佳交警”称号，立个人三等功一次，还应邀参加了《金沙讲坛》和《成都故事讲坛》。
在《谭谈交通》节目里，面对一辆超载的摩托车，谭乔把中国知名歌曲《吉祥三宝》改编成“危险三宝”唱出来，以歌声对当事人提出了批评，其本人也因这种独特的方式被观众熟知，经过一段时间的努力，谭乔所在的路口交通违法大大减少，执勤交警也由8人降到了1人，他还被观众称为“史上最幽默交警”。2009年，谭乔拍摄执法时拦下一个收购二手家具的市民，他的车上载有沙发和茶几。被谭乔拦下后，他把沙发和茶几搬到马路边，现场导演了一出“高端访谈”，坐姿也很有特点，被主持人称为“吕老板”，两人的对话从环保聊到经济，制造了很多笑料，这期节目很受观众认可，收视达到了新高度，节目迎来了转折。
2018年，长期在工作和生活的多重压力下，谭乔被确诊为抑郁症，他辞去了《谭谈交通》主持人一职，这档节目也随之停止更新。
谭乔于2021年辞去了公职，并开始接触自媒体，到2021年春节的时候B站粉丝破百万。2022年初，谭乔全网粉丝破千万并且与曾合作过的摄影师们成立了MCN机构，转型成为Up主，更新的回访《谭谈交通》人物的视频很受网友认可，其中视频《福贵大爷找到了！》就获得了超过420万的播放量，他还和“二仙桥大爷”等人合作拍摄了多期节目。同年7月份，《谭谈交通》出现了版权争议，最后，在谭乔与版权公司等多方协商下节目重新上线，2022年，其参加的真人秀节目《怎么办！脱口秀专场》在中国大陆首播，并且他还做起了新的节目《谭乔寻人记》。2023年1月，谭乔入选“2022年度B站百大up主”名单。

## 网络迷因

### 二仙桥
“成华大道二仙桥”本是成都地名，自《谭谈交通》节目中的一段幽默对话成为网络迷因。原本谭乔照例上路执法拍摄，后拦下一位违规大爷，谭乔询问他“该走哪儿”，大爷回答“二仙桥”，谭乔又问该走哪条道，大爷回答“成华大道”，谭乔的本意是想引导大爷电瓶车不要走机动车道，可大爷的回答与谭乔的本意完全不挨边，这段“鸡同鸭讲”的视频也获得了一批观众关注，“成华大道二仙桥”也被玩成了梗，这位大爷网友也亲切的称之为“二仙桥大爷”。